# Dolina Marzeń w Toruniu
Dolina Marzeń w Toruniu – niewielki park zlokalizowany w centrum Torunia, między Bulwarem Filadelfijskim, al. 500-lecia, ulicą Fryderyka Chopina, placem Mariana Rapackiego. Należy ona do zespołu Plantów. Od południa jest ograniczony fortyfikacją z XIX wieku (tzw. Grodza V). W latach 70. XX wieku park uporządkowano i rozbudowano.
Podczas II wojny światowej niemieccy architekci planowali budowę nowego układu komunikacyjnego w centrum Torunia. Według planów przez Dolinę Marzeń miała przebiegać droga wjazdowa na most drogowy.
Powierzchnia parku wynosi ok. 17 ha. Znajduje się w nim 5 drzew uznanych za pomniki przyrody: stuletni cypryśnik błotny, trzy klony srebrzyste i surmia „Anna Schiling”. W 2013 roku w parku powstał ogród różany, w którym zasadzono 1631 krzewów różanych i 210 krzewów bukszpanu.
W centrum parku znajduje się kulisty zegar słoneczny o średnicy 3,5 m, postawiony z okazji Roku Kopernikowskiego w 1973 roku.
Przez park przepływa jedna z dwóch ujściowych odnóg Strugi Toruńskiej. Na południowym skraju parku rzeka uchodzi do Wisły.
Po drugiej stronie alei Jana Pawła II znajduje się alpinarium, natomiast od strony zachodniej w parkiem sąsiaduje skwer im. Anny i Leonarda Torwirtów.